# El mundo perdido (película de 1925)
El mundo perdido (título original: The Lost World) es una película muda estadounidense de aventuras de 1925 basada en la novela homónima escrita por Arthur Conan Doyle. La película fue dirigida por Harry Hoyt, con rodaje exterior en Venezuela.
Los efectos especiales estuvieron a cargo de Willis O'Brien, pionero de la animación stop motion en el cine. 
En 1998, la película fue considerada «cultural, histórica y estéticamente significativa» por la Biblioteca del Congreso de Estados Unidos y seleccionada para su preservación en el National Film Registry.

## Argumento
Una expedición dirigida por el profesor Challenger va de Londres a Brasil con el fin de encontrar el mundo perdido que se menciona en el diario del desaparecido explorador Maple White. El equipo está formado por el profesor Challenger, el profesor Summerlee, Sir John Roxton, el periodista Edward Malone y Paula White, hija del explorador. 
Los viajeros llegan a una meseta misteriosa en la selva amazónica. Un espectáculo excepcional se les ofrece: el lugar ha permanecido como en la época de los dinosaurios.
En 1953, la película entró a dominio público debido a que su registro de derechos de autor no fue renovado en el año 28 después de su publicación.

## Reparto
- Arthur Conan Doyle - Él mismo
- Bessie Love - Paula White
- Lewis Stone - Sir John Roxton
- Lloyd Hughes - Edward Malone
- Wallace Beery - Profesor Challenger
- Alma Bennett - Gladys Hungerford
- Arthur Hoyt - Profesor Summerlee
- Margerette McWade - Sra. Challenger
- Bull Montana - Hombre mono / Gómez
- Francis Finch-Smiles - Austin
- Jules Cowes - Zambo
- George Bunny - Colin McArdle
- Charles Wellsley - Alcalde Hibbard
- Virginia Browne Faire - La muchacha mestiza
- Nelson MacDowell - Attorney
- El mono Jocko
- La chimpancé Mary

## Bestiario

### Animales vistos en el Amazonas
- Anaconda.
- Caimán o aligátor.
- Guacamayo macao.
- Jaguar (sacado de imágenes de archivo)
- Oso de anteojos (erróneamente llamado "oso cavernario de anteojos")
- Pecarí.
- Perezoso de dos dedos (sacado de imágenes de archivo)
- Perezoso de tres dedos.
- Pitón.

### Animales de la meseta que se hallan en otros lugares

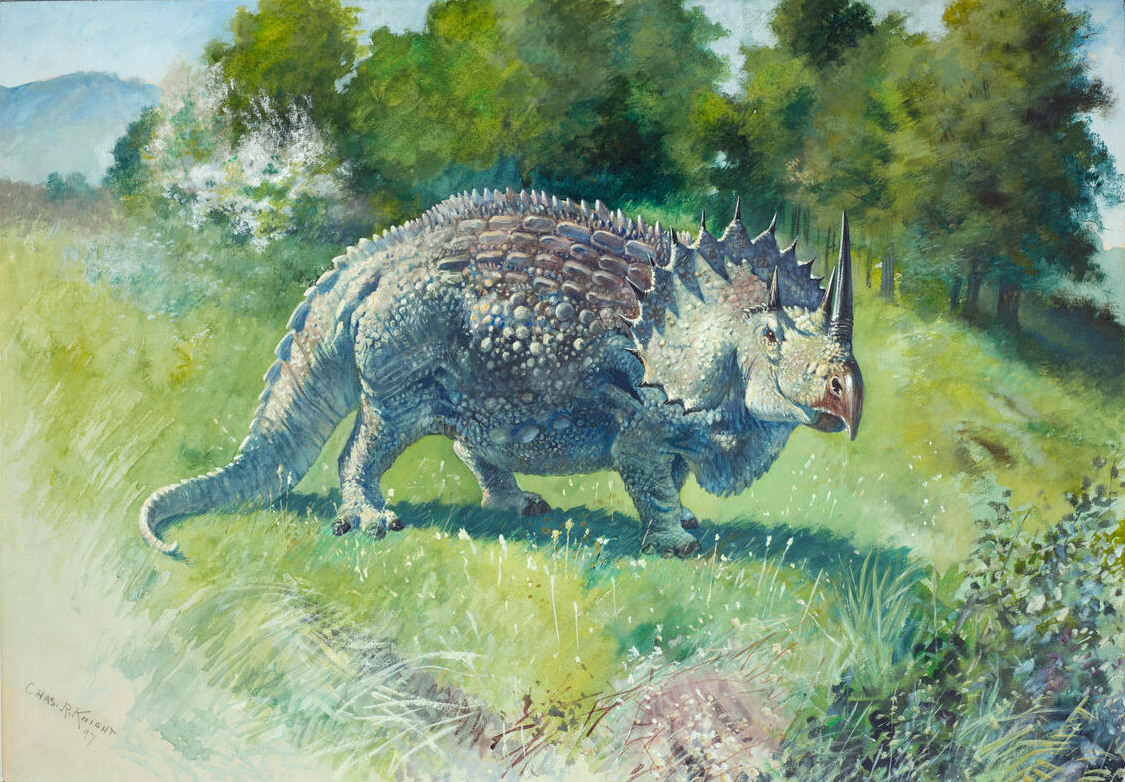
Pintura de Charles R. Knight: recreación de Agathaumas. 1897. Este aspecto, resultado de una conjetura, sería utilizado como modelo para la representación del animal en la película.

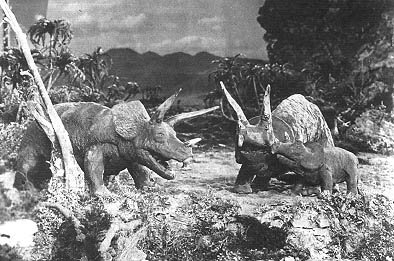
Triceratops en un fotograma.

- Chimpancé: ayuda al hombre mono a amenazar a los exploradores.
- Lagarto de gorguera.
- Mono capuchino.

### Animales de la meseta extintos fuera de ella
- Agathaumas: lucha con un alosaurio y un tiranosaurio.
- Alosaurio: principal dinosaurio carnívoro, ataca a otros animales, como son el tracodonte y el triceratopo.
- Braquiosaurio: se ven varios ejemplares durante la erupción del volcán, y uno de ellos es atacado por un tiranosaurio.
- Brontosaurio: antagonista principal. Un brontosaurio luchan con un alosaurio y acaba cayendo en un pantano. El ejemplar es capturado y llevado a la civilización. Allí escapa y siembra el pánico en la ciudad.
- Edmontosaurio, llamado también tracodonte: es presa de un alosaurio.
- Estegosaurio: perturba a Agathaumas antes de la lucha de éste con el alosaurio y el tiranosurio. Un estegosaurio escapa de la muerte durante la erupción del volcán.
- Hombre mono: amenaza a los exploradores.
- Pteranodonte: es el primer animal relicto que ven los exploradores.
- Tiranosaurio: como ocurriría después en la película de 1940 Fantasía, se muestra con tres dedos en lugar de dos. A los tiranosaurios de El mundo perdido les cuesta poco derribar a Agathaumas, y se comen a los pteranodontes que vuelan demasiado cerca. Un tiranosaurio lucha con un braquiosaurio durante la erupción.
- Triceratops: se ve en grandes manadas, y capaz de vencer al alosaurio.
- Toxodonte: se ve una cría devorada por un pteranodonte. El toxodonte y el hombre mono son los únicos mamíferos relictos que ven los exploradores.

La publicidad de la película hacía mención del diplodoco, pero no puede verse en el material que se conserva.

## Restauraciones de la película
- George Eastman House - Preservación en laserdisc con imágenes que muestran escenas perdidas.
- George Eastman House - Restauración que utiliza material de archivo de Checoslovaquia. Muchas secuencias siguen perdidas y algunas inadvertidamente omitidas.
- David Shepard, Serge Bromberg - Restauración en DVD con impresiones Kodascope, materiales de archivo de Checoslovaquia y tráileres.